# Kanal (Slovénie)
Kanal ou Kanal ob Soči (Canale d'Isonzo en italien, Kanalburg en allemand) est une commune de l’ouest de la Slovénie. La commune est née en 1995 à la suite du remaniement du territoire de la commune voisine de Nova Gorica.

## Géographie
Située dans la région du Littoral slovène, la commune est localisée à proximité de l’Italie. Elle est traversée par le fleuve Isonzo (Soča en slovène) qui s’écoule vers la mer Adriatique en serpentant à travers des vallées creusées dans les Alpes juliennes.

### Villages
Les villages qui composent la commune sont Ajba, Anhovo, Avče, Bodrež, Deskle, Doblar, Gorenja vas, Kal nad Kanalom, Kambreško, Kanal, Kanalski Vrh, Krestenica, Levpa, Lig, Morsko, Plave, Ročinj, Seniški Breg, Ukanje, et Zapotok.

## Histoire
La localité était déjà un point de traversée du fleuve Isonzo au temps des Romains. Le pont actuel fut construit après la Première Guerre mondiale. Durant cette guerre la région fut positionnée à proximité de la ligne de front séparant l’armée de l’empire d’Autriche-Hongrie à celle du royaume d’Italie lors des batailles de l'Isonzo. L’église de Kanal, qui appartient au diocèse de Koper, fut construite en 1430 sur le site d’une plus ancienne église. Une seconde église, dédiée à Sainte-Anne, date de 1542.

## Démographie
Entre 1999 et 2021, la population de la commune de Kanal a régulièrement décliné jusqu'à environ 5 000 habitants,.
Évolution démographique
| 1999  | 2000  | 2001  | 2002  | 2003  | 2004  | 2005  | 2006  | 2007  |
| ----- | ----- | ----- | ----- | ----- | ----- | ----- | ----- | ----- |
| 6 349 | 6 359 | 6 320 | 6 213 | 6 168 | 6 135 | 6 124 | 6 051 | 5 978 |
| 2008  | 2009  | 2010  | 2011  | 2012  | 2013  | 2014  | 2015  | 2016  |
| 6 060 | 5 871 | 5 772 | 5 748 | 5 683 | 5 644 | 5 557 | 5 502 | 5 431 |
| 2017  | 2018  | 2019  | 2020  | 2021  |       |       |       |       |
| 5 342 | 5 311 | 5 301 | 5 291 | 5 289 |       |       |       |       |

## Personnalités importantes
- Ivo Hvalica, homme politique ;
- Vojeslav Mole, poète ;
- Ignazio Francesco Scodnik, général ;
- Giuseppe Garibaldi, homme politique et général ;
- Josip Kocijančič, compositeur ;
- Avgust Armin Leban, compositeur ;
- Valentin Stanič, écrivain et montagnard.